# ان‌وای‌کی وگا
ان‌وای‌کی وگا (به انگلیسی: NYK Vega) یک کشتی است که طول آن ۳۳۸٫۲ متر (۱٬۱۱۰ فوت) می‌باشد. این کشتی در سال ۲۰۰۶ ساخته شد.